# Cixius pallipes
Cixius pallipes är en insektsart som beskrevs av Franz Xaver Fieber 1876. Cixius pallipes ingår i släktet Cixius och familjen kilstritar. Inga underarter finns listade i Catalogue of Life.